# Keysers Hof
Het Keysers Hof was een huis aan de Leuvenseweg in Brussel, dat werd bewoond door keizer Karel V in de jaren 1551-1555.

## Geschiedenis
In 1551 kocht keizer Karel de voormalige woning van Philibert de Mastaing aan, waarvan de tuinen grensden aan de dierentuin in het Warandepark. Hij liet verbouwingen uitvoeren door de architect Jacques du Broeucq en ging er dan zelf wonen, in plaats van in het Koudenbergpaleis. Zijn slaapkamer was via een gang verbonden met een kapelletje voor private devotie. De vertrekken waren bescheiden en de decoratie beperkte zich tot Karels wapenschild en zijn motto Plus ultra op muren en vensters. Janello Torriani kwam in april 1554 de astronomische klok Microcosmo leveren, waarmee de keizer zich geweldig amuseerde. De tuinen bevatten een labyrint en werden door een houten palissade gescheiden van het Warandepark.
In het Keysers Hof deed Karel V op 16 januari 1556 afstand van de Kroon van Castilië en haar overzees rijk, alsook van het Koninkrijk Aragon en het Koninkrijk Sicilië, ten voordele van zijn zoon Filips. Ook tekende hij de afstand van de keizerstitel, maar op verzoek van zijn broer Ferdinand hield hij dat nog geheim.
Er is een plan van het huis bewaard, vermoedelijk gemaakt eind 16e eeuw ter gelegenheid van de transformatie tot residentie voor hoge gasten.

## Voetnoten
1. ↑  Geoffrey Parker, Emperor. A New Life of Charles V, 2019, p. 466-467